# Can Girbau
Can Girbau és l'única casa gòtica que es conserva al Carrer Nou, obert al segle xv, a la vila de Blanes (Selva) catalogada a l'Inventari del Patrimoni Arquitectònic de Catalunya.mmoble que consta de tres plantes; el solar originàriament era molt més gros, però es va decidir partir el solar, confeccionant dos immobles, contigus i annexes. De la façana, cal destacar sobretot dos elements, com són: per una banda, el portal adovellat, amb unes dovel·les de grans proporcions, sota del qual s'hi ubiquen unes rajoles de colors. Mentre que per l'altra, cal destacar sobretot la interessant finestra gòtica d'arc conopial lobulada i amb les impostes decorades. Una d'aquestes impostes que sustenta l'arc, conté una ornamentació escultòrica esculpida, a base d'una sèrie d'elements interessants, com ara una cabra minúscula com uns petits medallons de dimensions reduïdes, que podrien al·ludir perfectament a la nissaga dels Cabrera, la qual va participar activament en l'origen, creació i desenvolupament de la vila de Blanes.